# Dichlorure de pentaamminechlororhodium
Le dichlorure de pentaamminechlororhodium(III) est un composé chimique de formule [RhCl(NH3)5]Cl2. Il s'agit d'un solide jaune soluble dans l'eau. C'est un intermédiaire de l'extraction du rhodium à partir de ses minerais.
[RhCl(NH3)5]Cl2 est un sel constitué du complexe ammine [RhCl(NH3)5]2+ de rhodium à l'état d'oxydation +2 avec comme contre-ions deux anions chlorure Cl−. On peut l'obtenir par réaction du chlorure de rhodium(III) RhCl3 avec l'ammoniac NH3 dans l'éthanol. Les deux contre-ions chlorure sont labiles tandis que le ligand chlorure coordonné au centre rhodium ne l'est pas.
Le traitement de [RhCl(NH3)5]Cl2 avec de la poudre de zinc en présence d'ammoniac donne un complexe de l'hydrure [RhH(NH3)5]2+,.